# Peyrillac-et-Millac

Peyrillac-et-Millac este o comună în departamentul Dordogne din sud-vestul Franței. În 2009 avea o populație de 213 de locuitori.

## Evoluția populației
| An        | 1975 | 1982 | 1990 | 1999 | 2006 | 2009 |
| --------- | ---- | ---- | ---- | ---- | ---- | ---- |
| Populație | 215  | 225  | 214  | 213  | 202  | 213  |